# تفجيرات بغداد 2009
تفجيرات بغداد 6 أبريل 2009 هي عبارة عن ستة تفجيرات بسيارات مفخخة في جميع أنحاء العاصمة العراقية بغداد على الرغم أنه لم يكن معروفًا ما إذا كانت الهجمات ناتجة عن التنسيق والتخطيط أم أنها مجرد مصادفة.

## الخلفية
جاءت الهجمات بعد أسبوع من إخماد القوات العراقية انتفاضة من جانب أعضاء في مجلس الصحوة الغاضبين من اعتقال قائدهم.
على الرغم من الانخفاض الواضح في أعمال العنف منذ غزو العراق عام 2003 فإن قدرة العديد من الجماعات المسلحة على ضرب نتائج مميتة لا تزال قائمة. رغم أن الحكومة تصر على أنها لا تعتقل إلا المطلوبين لجرائم خطيرة فإن بعض المقاتلين - كثير منهم من المتمردين السابقين - ويرون أنها تسوي الحسابات الطائفية. تحقيقًا لهذه الغاية قُتل حوالي 250 عراقيًا في هجمات عنيفة في شهر مارس.

## التفجيرات
أسفرت التفجيرات التي وقعت في حي شيعي بمدينة الصدر عن مقتل 10 أشخاص على الأقل و60 إصابة أخرى. وفي حي علاوي بوسط البلاد أدى انفجار آخر إلى مقتل أربعة أشخاص وجرح 15 آخرين. استهدفت سيارة مفخخة قافلة أحد كبار المسؤولين بوزارة الداخلية مما أسفر عن مقتل مدني واحد وإصابة شرطي آخر في حين أصيب أربعة من رجال الشرطة في أحد أحياء جنوب شرق بغداد الجديدة. أسفر انفجار سيارة قرب سوق في حي الحسينية عن مقتل شخصين وجرح 12 آخرين. انفجرت سيارة مفخخة أخرى بالقرب من حي الدورة أسفرت عن مقتل أربعة أشخاص وإصابة 15 آخرين.

## الجناة
لم يكن هناك أي اعلان عن المسؤولية عن التفجيرات.

## رد الفعل
رفض مسؤولو وزارة الداخلية التعليق على ما إذا كانت التفجيرات منسقة أم لا.